# Ghare Saghghal
Ghare Saghghal – wieś w Iranie, w ostanie Azerbejdżan Zachodni, w szahrestanie Mijandoab. W 2006 roku liczyła 737 mieszkańców.